# سیارک ۵۰۰۴
سیارک ۵۰۰۴ (به انگلیسی: 5004 Bruch، نامگذاری:1988RR3) پنج هزار و چهارمین سیارک کشف شده‌است که در ۸ سپتامبر ۱۹۸۸ کشف شد.
قدر مطلق سیارک برابر ۱۴٫۴۰ است.